# Alice Moore Hubbard

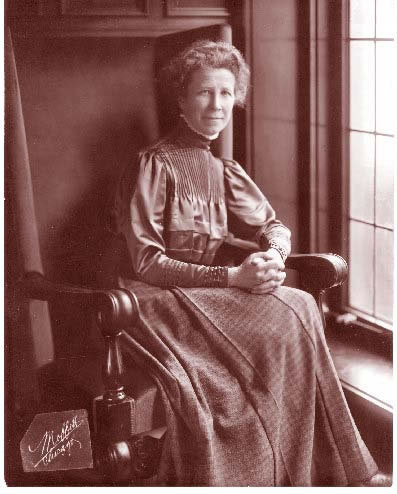
Alice Moore Hubbard

Alice Moore Hubbard, geborene Alice Luann Moore (* 7. Juni 1861 in Wales, Erie County, New York; † 7. Mai 1915 im Atlantik vor der irischen Küste) war eine US-amerikanische Lehrerin, Frauenrechtsaktivistin und Autorin. Sie war ein führendes Mitglied der Roycroft-Gesellschaft, einem amerikanischen Zweig des Arts and Crafts Movement. Sie war die zweite Ehefrau des Schriftstellers und Philosophen Elbert Hubbard, dem Begründer von Roycroft.

## Leben
Alice Moore Hubbard war eines von mindestens vier Kindern von Welcome Moore (1814–1891) und dessen Frau Melinda Bush (1822–1863). Sie wuchs in der Kleinstadt Wales im US-Bundesstaat New York auf und besuchte die Privatschule Emerson College in Boston. Hubbard setzte sich aktiv für die Rechte der Frau, im Besonderen für das Frauenwahlrecht ein. Sie förderte das Bild der „neuen Frau“. 1906 schrieb sie mit ihrem Ehemann das Buch Justinian and Theodora über die Ehe des römischen Kaisers Justinian I. und dessen Frau, Kaiserin Theodora I. Allein veröffentlichte Hubbard insgesamt sechs Bücher über Emanzipation und Frauenrechte, von denen Women’s Work (1908), Life Lessons (1909) und The Basis of Marriage (1910) die bekanntesten sind. In ihren Werken ging es um eine gleichberechtigte Rolle der Frau in der Gesellschaft.

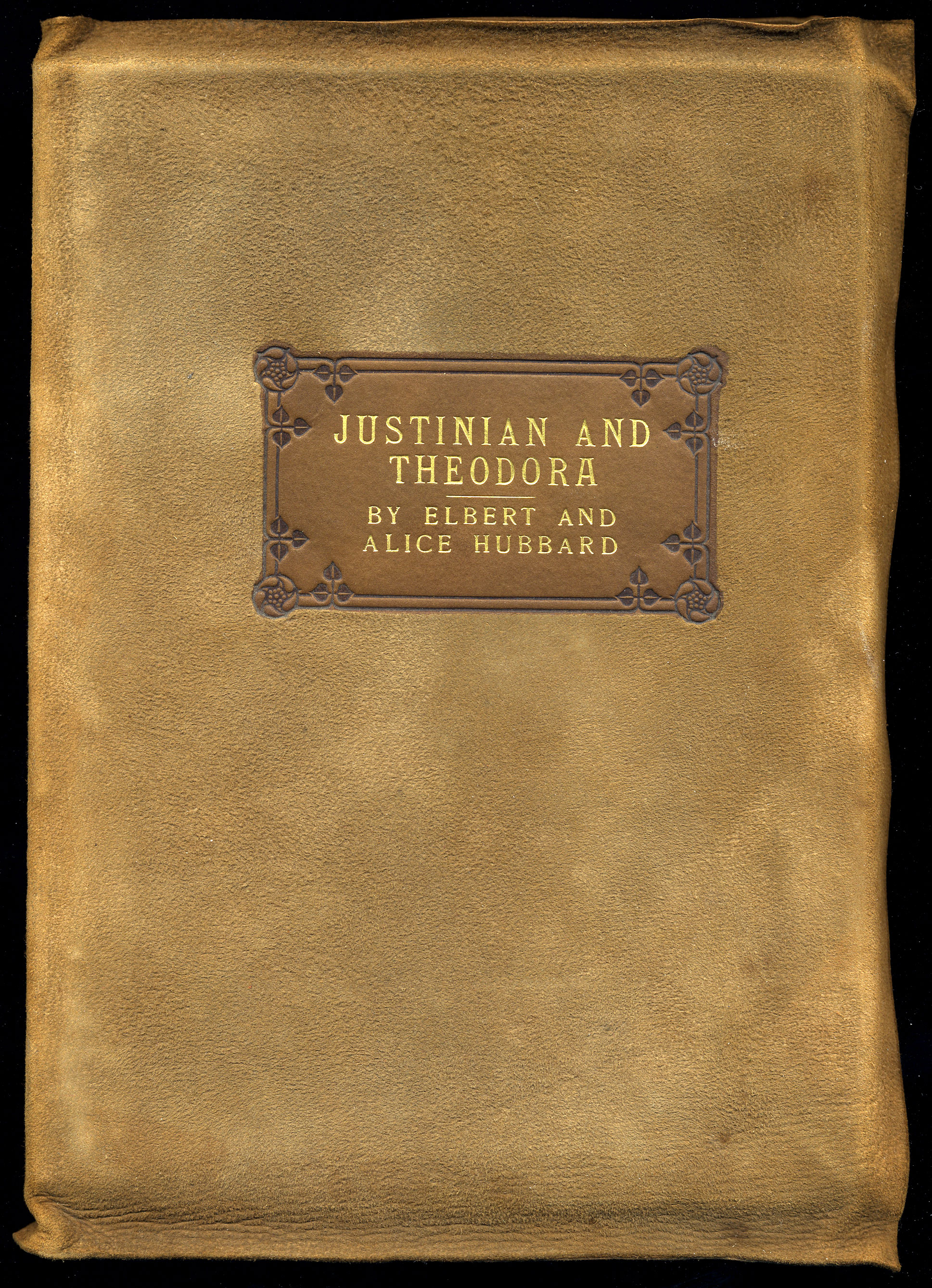
Einband des Buchs Justinian and Theodora von Elbert und Alice Hubbard.

In jungen Jahren war Hubbard als Englischlehrerin an der East Aurora Academy in der Kleinstadt East Aurora, New York, tätig. Um 1890 lernte sie den verheirateten Schriftsteller Elbert Hubbard kennen, der in East Aurora lebte und dessen Kinder die East Aurora Academy besuchten. Alice und Hubbards erste Frau, Bertha, saßen gemeinsam im örtlichen Schulausschuss und Alice lebte zeitweise auf dem Anwesen der Hubbards, um den Kindern Privatunterricht zu geben. Zwischen dem unglücklich verheirateten Elbert Hubbard und der jungen Lehrerin entwickelte sich eine Affäre, aus der 1894 die gemeinsame Tochter Miriam Hubbard hervorging. Beide konnten das Verhältnis jahrelang geheim halten. Miriam wuchs zunächst bei Alices Schwester Emma und deren Ehemann, dem prominenten Anwalt Wayland W. Woodworth, auf. Ihr wurde gesagt, Alice sei ihre Tante. Als die Woodworths Sozialleistungen für das Kind erstreiten wollten, wurde der Fall 1901 publik gemacht und sorgte für einen gesellschaftlichen Skandal sowie das Eheaus von Elbert und Bertha Hubbard im Jahr 1903.
Am 20. Januar 1904 heirateten Elbert und Alice Hubbard in Bridgeport, Connecticut. Im Zuge dessen nahm Alice Hubbard immer mehr Teil an der schriftstellerischen und künstlerischen Arbeit ihres Mannes und wurde eine der Leitfiguren von Roycroft in East Aurora. Zusammen mit ihrem Mann gründete sie den Roycroft Campus, eine Künstlerkolonie, bestehend aus Schriftstellern, Inneneinrichtern und Philosophen.
1915 kam Hubbard mit ihrem Ehemann beim Untergang des britischen Luxusdampfers Lusitania ums Leben. Nach Ausbruch des Ersten Weltkriegs wollte Elbert Hubbard nach Europa reisen, um vor Ort für seine Zeitschriften The Fra und The Philistine über den Kriegsverlauf berichten zu können. Alice Moore Hubbard begleitete ihren Ehemann an Bord der Lusitania, einem der größten Passagierdampfer seiner Zeit, der am 1. Mai 1915 New York verließ. Die Eheleute wurden vor dem Boarding am Pier 54 fotografiert (wegen der Notiz der Kaiserlichen Deutschen Botschaft in Washington, D.C. vom 22. April 1915 bezüglich des uneingeschränkten U-Boot-Kriegs waren am Abreisetag viele Fotografen und Reporter am Pier der Lusitania). Es waren die letzten Aufnahmen, die von ihnen gemacht wurden.
Sie belegten die Erste-Klasse-Kabine B-70. Das Ehepaar befand sich an Deck und unterhielt sich mit Mitpassagieren, als das Schiff am 7. Mai von einem deutschen U-Boot torpediert wurde. Nach Berichten von überlebenden Augenzeugen versuchten weder Elbert noch Alice Hubbard, in eines der Rettungsboote zu gelangen, sie legten auch keine Schwimmwesten an, obwohl Alice nicht schwimmen konnte. Zuletzt wurden sie gesehen, als sie einen Raum auf der Steuerbordseite des Bootsdecks betraten und die Tür hinter sich schlossen. Beide kamen bei dem Unglück ums Leben, ihre Leichen wurden nie gefunden.
In ihrer Heimatgemeinde East Aurora wurden die Hubbards als Helden gefeiert. Hubbards Tochter Miriam Hubbard Roelofs nahm nach dem Tod ihrer Eltern eine führende Position innerhalb von Roycroft ein und wurde eine Mitbegründerin der Roycroft Campus Corporation, einer Gesellschaft zur Erhaltung des historischen und künstlerischen Vermächtnisses der Bewegung. Roycroft als aktive Bewegung existierte nur noch bis in die 1930er, doch das Roycroft-Gelände in East Aurora erhielt 1986 den Status einer National Historic Landmark.